# Мананков, Евгений Владиславович
Евге́ний Владисла́вович Мананко́в  (род. 27 мая 1986, Челябинск) — российский хоккеист, защитник.

## Биография

### Игровая карьера
Воспитанник челябинской школы хоккея. Начал хоккейную карьеру в молодёжной команде «Мечела» «Мечел-2», где привлёк внимание омского «Авангарда». Поиграв в Омске уехал в Беларусь, где играл за «Юниор».
Вернувшись в Челябинск в течение четырёх сезонов играл за «Мечел» и «Мечел-2», пока не перешёл в «Газпром-ОГУ». Ключевым клубом в его карьере стала «Югра», с которой в 2009 году он выиграл ВХЛ. В дальнейшем играл за ТХК, «Южный Урал» и «Кедр», не задерживаясь в командах более чем на сезон.
Его последним клубом в карьере стал «Алматы», в котором он и завершил свою игровую карьеру по окончании сезона 2011/12.

### Тренерская карьера
С 2013 года работает детским хоккейным тренером в Челябинске.